# Gunung Liang Dahar
Gunung Liang Dahar är ett berg i Indonesien.   Det ligger i provinsen Aceh, i den västra delen av landet, 1 400 km nordväst om huvudstaden Jakarta. Toppen på Gunung Liang Dahar är 636 meter över havet, eller 292 meter över den omgivande terrängen. Bredden vid basen är 2,0 km.
Terrängen runt Gunung Liang Dahar är kuperad åt nordost, men åt sydväst är den platt. Runt Gunung Liang Dahar är det ganska tätbefolkat, med 111 invånare per kvadratkilometer. I omgivningarna runt Gunung Liang Dahar växer i huvudsak städsegrön lövskog.